# Marina (Kroatië)
Marina (Italiaans: Bossoglina of Bossiglina, in de 13e eeuw aangeduid als Bosiolina) is een gemeente in de Kroatische provincie Split-Dalmatië.
Marina telt 4771 inwoners. De oppervlakte bedraagt 108,8 km², de bevolkingsdichtheid is 43,9 inwoners per km².

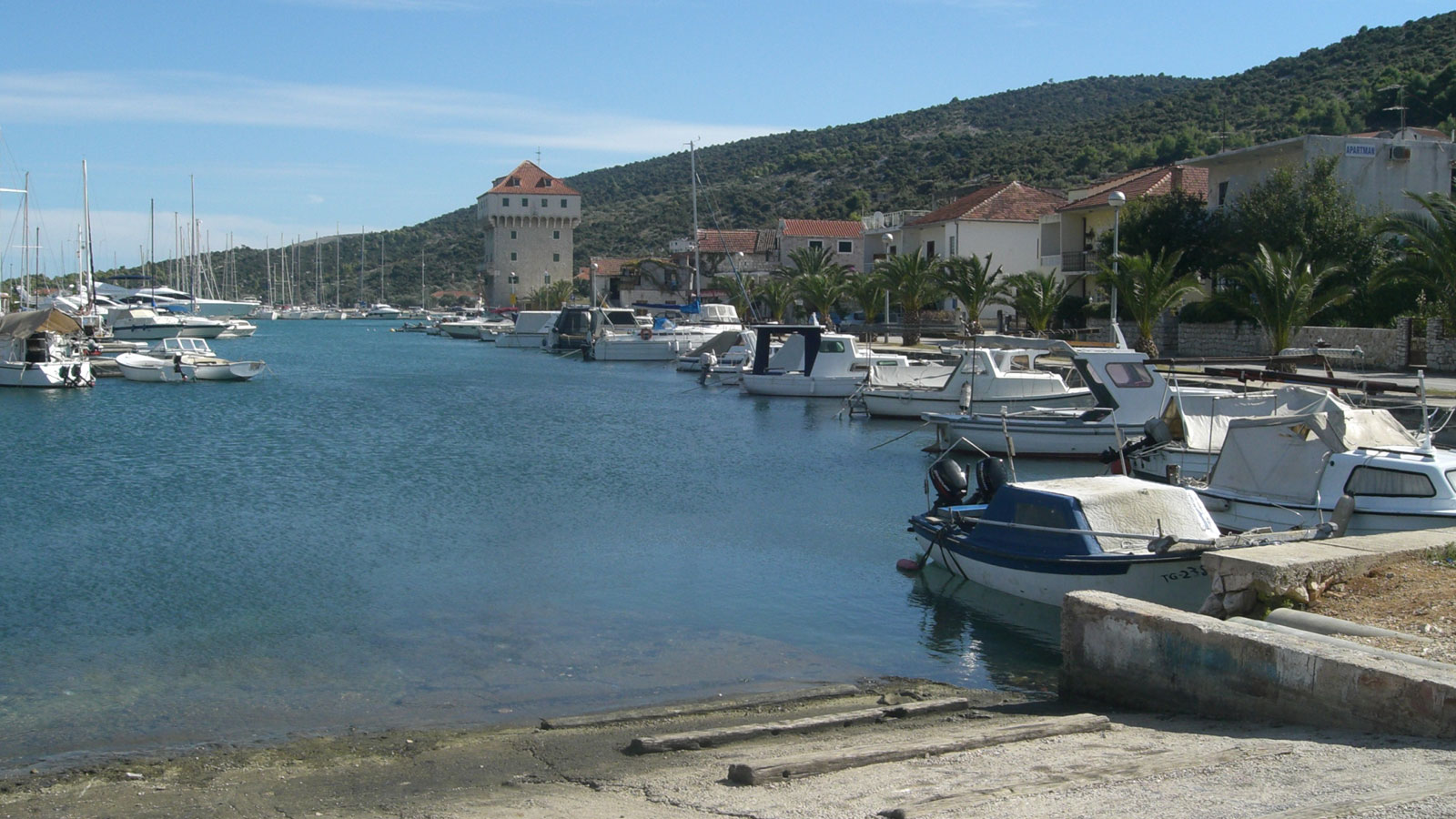
Marina

## Geschiedenis
De nederzetting werd gepland in de 16e eeuw. In de periode 1495-1500 bouwden de bisschoppen van Trogir een vierkante toren op het eilandje in de baai. De toren heeft uitstekende kantelen. Het kanaal tussen het vasteland en de toren werd begin 20e eeuw opgevuld en geëgaliseerd. De structuur werd hersteld tijdens de Kretenzische oorlog in 1657 en 1717, en opnieuw gerestaureerd in 1971-1972. De kerk van Sint Jan bevat gotische en renaissance-elementen.
Steden (gradovi): Split · Hvar · Imotski · Kaštela · Komiža · Makarska · Omiš · Sinj · Solin · Stari Grad · Supetar · Trilj · Trogir · Vis · Vrgorac · Vrlika

Gemeenten (općine): Baška Voda · Bol · Brela · Cista Provo · Dicmo · Dugi Rat · Dugopolje · Gradac · Hrvace · Jelsa · Klis · Lećevica · Lokvičići · Lovreć · Marina · Milna · Muć · Nerežišća · Okrug · Otok · Podbablje · Podgora · Podstrana · Postira · Prgomet · Primorski Dolac · Proložac · Pučišća · Runovići · Seget · Selca · Sućuraj · Sutivan · Šestanovac · Šolta · Tučepi · Zadvarje · Zagvozd · Zmijavci